# Cariatide in piedi
Cariatide in piedi è un dipinto a olio su tela (81 x45 cm) realizzato nel 1913 dal pittore italiano Amedeo Modigliani.
Fa parte di una collezione privata francese.
L'opera rappresenta una figura femminile con le braccia alzate a simboleggiare una cariatide. Per la figura, invece di ispirarsi all'arte greca, Modigliani, preferisce utilizzare caratteristiche proprie dell'arte africana. Quest'opera fa parte di una vasta serie di una dozzina di dipinti eseguiti tra il 1911 e il 1913, composta anche da disegni preparatori, che vanno in parallelo con la produzione di alcune sculture dal soggetto simile.